# كلية بوكسهل الكويت
كلية بوكسهل الكويت تأسست عام 2007م ، تعتبر أحد معالم الكويت التعليمية ، فهي أول الجامعات الخاصة للبنات فقط وهي حاصلة على الاعتماد الأكاديمي والمؤسسي من مجلس الجامعات الخاصة كلية بوكسهل الكويت ، هي الكلية الوحيدة بالكويت التي توفر تعليم عالي خاص بالمرأة ، و تعمل كامتداد من معهد بوكسهل بأستراليا BHI ، تقدم الكلية حالياً 6 برامج مختلفة للدبلوم في المجالات : إدارة الأعمال ، التسويق ، إدارة الخدمات المصرفية ، تصميم جرافيك ، تصميم داخلي وديكور و تطوير المواقع .
يتطلب البرنامج سنتين من الدوام الكامل بعد المرحلة الثانوية ، تقدم البرامج باللغة الإنجليزية المعتمدة في إطار المؤهلات الأسترالية و معتمدة من مجلس الجامعات الخاصة بالكويت و وزارة التعليم العالي ، و تمهد كلية بوكسهل للطلاب مرحلة التوظيف و إستكمال دراسة البكالوريوس من خلال إتفاقيات مع الجامعات المحلية بالكويت .

## وصلات خارجية
- الموقع الرسمي لكلية بوكسهل الكويت
- صفحتنا على موقع مجلس الجامعات الخاصة